# Гусейнов, Гарун-Рашид Абдул-Кадырович
 Гару́н-Раши́д Абду́л-Кады́рович Гусе́йнов (17 января 1948 год, Буйнакск Дагестанская АССР, РСФСР, СССР) — советский и российский учёный, доктор филологических наук, лингвисто-историк, профессор кафедры русского языка Дагестанского государственного университета, заместитель председателя кумыкского научно-культурного общества (КНКО) и шеф-редактор «Вести КНКО». Автор более 300 научных публикаций в России и за рубежом.

## Биография
Гарун-Рашид Гусейнов из аристократического кумыкского рода, чьи предки из селения Эндирей. После окончания в 1966 году с серебряной медалью среднюю школу в городе Хасавюрт поступил в Дагестанский педагогический институт, который в 1970 году окончил с отличием. С 1973 по 1993 годы на научно-преподавательской работе в Чечено-ингушском государственном университете. С 1993 года доцент кафедры русского языка в ДГПУ, с 1994 года в ДГУ. В 1994—1995 годы работал заместителем председателя комитета беженцев из Чечни «Нийсо» («Справедливость»), член госкомиссии по делам беженцев при Правительстве Республики Дагестан.
В 1979 году защитил кандидатскую диссертацию на тему: «К истории чеченской лексики (на материале русско-чеченских языковых контактов)».
В 2011 году защитил докторскую диссертацию на тему: «История древних и средневековых взаимоотношений языков Северо-Восточного Кавказа и Дагестана с русским языком».

## Научная деятельность
Является создателем и руководителем первой в СНГ гимназии «Малхбале» («Восток») с углублённым изучением восточных (арабского и турецкого) языков. Член европейского общества кавказоведов, корреспондент Лингвистического атласа Европы по чеченскому и ингушскому языкам

## Вклад вхазароведение
- Из древней и средневековой северокавказской предыстории и истории крымских барынов: от барсил и хазар к кумыкам-брагунцам
- Из истории позднесредневековых взаимоотношений крымских татар с кумыками: род Барын и его происхождение
- О ТЕРРИТОРИАЛЬНЫХ ПРЕДЕЛАХ СРЕДНЕВЕКОВОГО КУМЫКСКОГО ГОСУДАРСТВА И ЕГО ЭТНОСОЦИАЛЬНОМ И ОБЩЕСТВЕННОМ РАЗВИТИИ В ПОЗДНЕМ СРЕДНЕВЕКОВЬЕ (ДО XVIII В.)
- Еще раз о городе Семендере, хазарах и их языке // Вести Кумыкского научно-культурного общества / ред. К. М. Алиев. Махачкала : РГЖТ, 2002/2003.

## Родословная
- Отец; Гусейнов Абдул-Кадыр Хабибуллаевич (1914—1958) — торгово-хозяйственный работник, начавший с конца 20-начала 30-х годов XX века свою трудовую деятельность в городе Баку.
- Дед; Гусейнов Хабибулла Абдуллаевич (1870?—1966) — крупный земельный собственник, владения которого включали в числе прочих заречную часть нынешнего города Хасавюрт и основанное немцами-арендаторами с. Ново-Романовское (Люксембург).
- Прадед; Гусейнов Абдулла-Хаджи (1814?—1920) — потомок основателя рода Гусейновых — шамхальского чанки. Видный богослов, поддерживавший движение Шамиля и дважды побывавший в Мекке. Мухаджир в Турции, где в Стамбуле преподавал в медресе при мечети «Айя-София». Основал и стал главой торгового дома «Гусейнов и сыновья» с отделениями в г. Хасавюрте, селениях Эндирей, Костек и Аксай. Купец первой гильдии, располагавший в 1917 году постоянным капиталом свыше 18 тысяч рублей[5].